# Balthasar Siegel (Hammerherr)

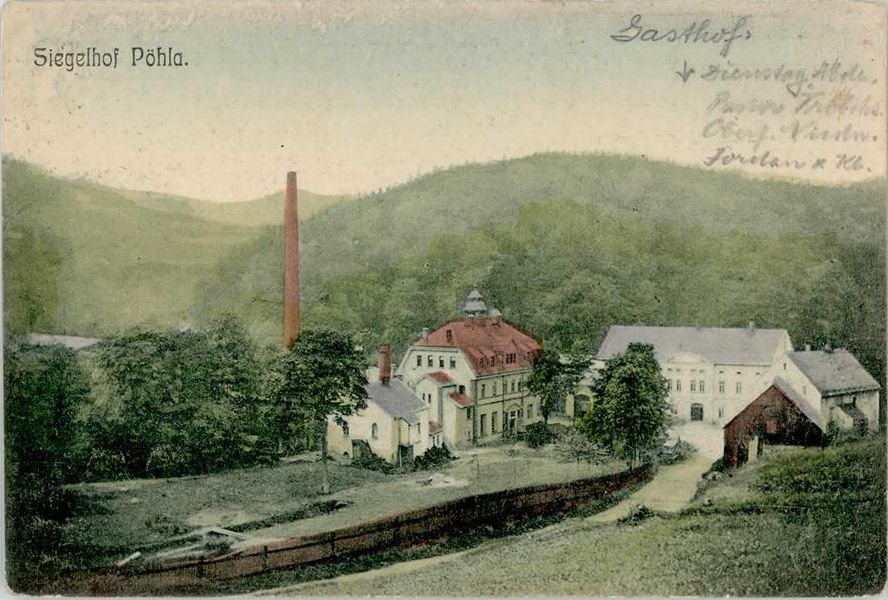
Siegelhof Pöhla

Balthasar Siegel (* 1534 in Mittweida; † 13. Mai 1575 ebenda) war ein frühneuzeitlicher deutscher Unternehmer. Er war Hammerherr zu Mittweida und Großpöhla, wo der Siegelhof nach ihm benannt wurde.

## Leben
Siegel stammte aus einer Dynastie von Hammerherrn aus dem sächsischen Westerzgebirge. Er war der Sohn des Hammerherrn Andreas Siegel zu Mittweida. Dieses Hammerwerk übernahm er nach dem Tod des Vaters und erwarb zusätzlich von seinem Schwiegervater Thomas Deubner, der Hammerherr in Mittweida war, nach dessen Tod 1565 den sogenannten Deubners oder Teubners Hammer, aus dem der Siegelhof hervorging.

## Familie
Er war verheiratet mit Catharina Deubner, der Tochter des Mittweidaer Hammerherrn Thomas Deubner (Teubner). Aus dieser Ehe ging u. a. der Sohn Andreas Siegel hervor, der ebenfalls Hammerherr wurde.